# Мелешки (Яворівський район)
Меле́шки — село в Україні, у Яворівському районі Львівської області. Населення становить 322 особи. Орган місцевого самоврядування - Мостиська міська рада.